# Vanni Mouse
Vanni Mouse ist ein Kurzfilm aus dem Jahr 2009. Das Drehbuch stammt von dem in der Diaspora lebenden Tamilen „Tamiliam“ Subas, der auch Regie führte.

## Handlung
Der Film zeigt den Weg von zwei Mäusen, die aus dem Wald in ein Internierungslager im Distrikt Vavuniya auf der Insel Sri Lanka gekommen sind. Die Mäuse laufen an den Zelten des Lagers vorbei und werden Zeugen der menschlichen Tragödien, die sich dort abspielen und die in Dialogen angedeutet werden. 
Die Internierungslager wurden von der Regierung Sri Lankas nach dem Ende des Bürgerkrieges eingerichtet. Zeitweise wurden dort bis zu 300.000 Tamilen gefangen gehalten.

## Auszeichnungen
- Best Fiction Award 11th International Short and Independent Film Festival (ISIFF) in Dhaka 2010
- Second Prize Makkal TV Ten Minute Stories India 2010
- Best Short film 4th Ulagayutha International Tamil Film Festival India 2011
- Special Prize – Tamil Film Festival 2010, Norway
- Special Prize – Periyar Short Film Festival 2009, India

## Festivals
- Vibgyor International Film Festival 2010
- The European Independent Film Festival 2010
- 9th DokuFest Prizren, Kosovo 2010
- Jihlava International Documentary Film Festival 2010